# Deutscher Hockey-Bund
De Deutsche Hockey-Bund is de nationale hockeybond van Duitsland. De bond werd in het jaar 1909 te Bonn opgericht en telt momenteel ruim 75.000 leden bij rond de 400 verenigingen. De bond is verantwoordelijk voor alle veld- en zaalhockeyactiviteiten in Duitsland en rondom de nationale ploegen.

## Voorzitters van de DHB
- 1909–1914 Kurt Doerry
- 1914–1928 Georg Berger
- 1928–1937 Georg Evers
- 1949–1967 Paul Reinberg
- 1967–1973 Dr. Adolf Kulzinger
- 1973–1985 Jürg Schaefer
- 1985–1993 Wolfgang P. R. Rommel
- 1993–1999 Michael Krause
- 1999–1905 Dr. Christoph Wüterich
- 2005-heden Stephan Abel

## Nationale ploegen
- Duitse hockeyploeg (mannen)
- Duitse hockeyploeg (vrouwen)